# 新憲法制定議員同盟
新憲法制定議員同盟（しんけんぽうせいていぎいんどうめい）は、改憲を目的とする日本の超党派の議員連盟。
現在はほとんどを自由民主党の国会議員で占める。関連団体に、非議員で構成する「新しい憲法をつくる国民会議」（自主憲法制定国民会議）がある。

## 概要
保守合同を控えた1955年（昭和30年）7月11日、「自主憲法期成議員同盟（じしゅけんぽうきせいぎいんどうめい）」として結成。日本民主党・自由党・緑風会の有志が参加し、初代会長は緑風会の広瀬久忠が就任した。また、保守合同で発足した自由民主党も、同年12月20日に党の憲法調査会を発足させている。
国会議員による団体として、憲法改正論議では常に影響力を発揮。自主憲法草案も会によるものや、会員個人によるものを含めてたびたび発表した。
1980年代後半に入ると一時低迷した。2000年代に入り、再び改憲論が活発になると超党派の改憲派議員の団体として、改憲派、護憲派双方にとって重要な存在となっている。
自民党は、2005年（平成17年）に新憲法草案を発表した。
2007年（平成19年）3月、「新憲法制定議員同盟」に改称。憲法“改正”に積極的な安倍晋三の第1次安倍内閣の下、同年5月14日に日本国憲法の改正手続に関する法律が成立した。この法律により、国会内での改正案の審査機関として、憲法審査会が設けられた。しかし、同年7月の第21回参院選での与党の大敗により、民主党内の改憲派も安倍内閣に距離を置くようになった。その結果、憲法審査会は実際には1度も開かれないまま年を越した。
2008年（平成20年）3月4日の総会では、新役員の選出が行われ、これまで自民党・国民新党議員で占められていた役員に、初めて民主党議員が選出された。また、愛知和男幹事長が護憲派組織の「九条の会」に対抗すべく、「よほどこちらも地方に拠点を作っていかねばなりません。そこが今後の活動の大きな焦点となる」と主張し、改憲政党各支部や、青年会議所などを地方の拠点としたらどうかと提案した。
新憲法制定議員同盟では目下のところ、憲法審査会の早期開会を要求している。日本青年会議所などでも、憲法審査会の開会を求める請願を行っている。
2009年（平成21年）8月に行われた第45回衆議院議員総選挙で与党を中心に改憲派の議員が大量落選し、メンバーの数が激減した。2010年7月に行われた第22回参議院議員通常選挙で、民主党は敗北し、自民党は復調した。
2011年3月11日に東日本大震災に見舞われると、同年4月28日に「新しい憲法を制定する推進大会」を開催。「（非常事態条項がないなど）現行憲法の欠陥が明らかになった」とする決議を採択した。
2012年、会員を擁する各党から、相次いで改憲案が発表された。4月25日、たちあがれ日本は「自主憲法大綱「案」」を発表した。4月27日、自民党は2005年に発表した改憲案の改訂版である「日本国憲法改正草案」を発表した。同日、みんなの党は具体的な改憲案ではないが、「憲法改正の基本的な考え方」を発表した。
福田康夫・鳩山由紀夫も会員であったが、福田が首相就任後の2007年11月に、鳩山は2010年1月に退会している。

## 統一教会との関係
- 1979年に設立された関連団体「新しい憲法をつくる国民会議」（自主憲法制定国民会議）には、統一教会の関連団体「国際勝共連合」、神社本庁、生長の家政治連合などが加入[9]。

- 2023年5月26日、「安倍晋三名誉会長を偲び、新しい憲法を制定する推進大会」を開催[10]。この大会を含む過去4年間の集会において、世界平和統一家庭連合（旧統一教会）ならびに天宙平和連合[注 1]といった関連団体が信者に動員を呼びかけたり、会場の準備を手伝っていたと報道された[11][注 2]。また、2019年4月に開催された大会[16]においては、新憲法制定議員同盟側から旧統一教会ならびに関連団体に対して、信者の動員を要請していたと報道された[17]。

## 役員
- 名誉顧問 - 麻生太郎（自民・衆院）
- 名誉会長 - 空席
- 会長 - 空席
- 顧問 - 衆院＝空席、参院＝空席
- 副会長 - 衆院＝額賀福志郎（自民）、前原誠司（維新）、参院＝山東昭子・尾辻秀久（以上自民）
- 副会長兼常任幹事 - 船田元（自民・衆院）
- 幹事長 - 空席
- 副幹事長 - 中曽根弘文（自民・参院）
- 常任幹事兼事務局次長 - 衆院＝平沢勝栄（無所属）・林芳正（自民）、参院＝岡田直樹（自民）
- 常任幹事 - 松原仁（無所属・衆院）

## その他メンバー
- 松下新平（自民・参院）

## 元役員・メンバー
- 今枝敬雄（1993年に落選）
- 中曽根康弘（会長・2003年に引退）
- 山崎拓（顧問・2009年に引退）
- 中山太郎（会長代理・2009年に引退）
- 愛知和男（幹事長・2009年に引退）
- 萩山教嚴（2009年に引退）
- 藤井孝男（副会長・2014年に落選）
- 町村信孝（副会長・2015年に死去）
- 鳩山邦夫（副会長兼常任幹事・2016年に死去）
- 木村太郎（監事・2017年に死去）
- 丹羽雄哉（顧問・2017年に引退）
- 谷垣禎一（顧問・2017年に引退）
- 亀井静香（顧問・2017年に引退）
- 高村正彦（副会長・2017年に引退）
- 平沼赳夫（副会長・2017年に引退）
- 金子一義（副会長兼常任幹事・2017年に引退）
- 保岡興治（副会長兼常任幹事・2017年に引退）
- 鴻池祥肇（副会長兼常任幹事・2018年に死去）
- 柳本卓治（副幹事長兼事務局長・2019年に引退）
- 小此木八郎（2021年に議員辞職）
- 伊吹文明（顧問・2021年に引退）
- 野田毅（副会長・2021年に落選）
- 石原伸晃（副会長・2021年に落選）
- 大島理森（副会長兼常任幹事・2021年に引退）
- 片山虎之助（顧問・2022年に引退）
- 安倍晋三（名誉会長兼顧問・2022年に死去）
- 二階俊博（副会長・2024年に引退）